# Manchester United F.C. mùa bóng 1951–52
Mùa giải 1951-52 là mùa giải lần thứ 50 của Manchester United ở The Football League và mùa giải thứ bảy liên tiếp của đội bóng ở giải hạng nhất của bóng đá Anh. Đội bóng kết thúc mùa giải với chức vô địch lần đầu tiên sau 41 năm, trận đấu cuối cùng của mùa giải với chiến thắng 6-1 trước Arsenal.
Đội trưởng của United đó là Johnny Carey, người cùng với tiền đạo Jack Rowley đã ở lại câu lạc bộ kể từ trước chiến tranh và giúp đội bóng giành chức vô địch FA Cup năm 1948, nhưng đến giai đoạn này hầu hết các cầu thủ đầu tiên sau chiến tranh đã bước qua tuổi 30. và Busby đã dần dần thay thế các ngôi sao lớn bằng các cầu thủ trẻ từ đội trẻ. Ông thực hiện vụ chuyển nhượng kỷ lục với cầu thủ chạy cánh Johnny Berry từ câu lạc bộ Birmingham City trước khi mùa giải bắt đầu và đưa cầu thủ trẻ mới 22 tuổi Roger Byrne từ đội dự bị lên đá cánh trái. Với cầu thủ trẻ Byrne, anh đã ghi nhiều bàn thắng quan trọng giúp United đạt danh hiệu chức vô địch mùa giải này. Cầu thủ trẻ Jackie Blanchflower sinh ra tại Belfast lần đầu tiên xuất hiện trong mùa giải, thi đấu nổi bật ở vị trí tiền vệ trung tâm hoặc hộ công.

## Giao hữu của mùa giải
| Thời gian           | Đối thủ                | H/A | Tỷ số Bt-Bb | Cầu thủ ghi bàn                                      | Số lượng khán giả |
| ------------------- | ---------------------- | --- | ----------- | ---------------------------------------------------- | ----------------- |
| 26 tháng 9 năm 1951 | Hapoel                 | H   | 6–0         | Rowley (2), Pearson (2), Walton, Aston               | 12,000            |
| 23 tháng 2 năm 1952 | Manchester City        | H   | 4–2         | Pearson (2), Aston, Clempson                         | 25,002            |
| 29 tháng 3 năm 1952 | Hibernian              | H   | 1–1         | Clempson                                             | 20,098            |
| 9 tháng 5 năm 1952  | New Jersey XI          | N   | 4–0         | Byrne (2), Berry, Carey                              | 9,000             |
| 11 tháng 5 năm 1952 | Philadelphia All-Stars | N   | 4–0         | Rowley (2), Clempson, Byrne                          | 5,000             |
| 13 tháng 5 năm 1952 | Montreal All-Stars     | N   | 10–0        | Rowley (3), Downie (3), Clempson (3), McShane        | 6,400             |
| 18 tháng 5 năm 1952 | American League XI     | N   | 5–1         | Clempson (2), Berry, Rowley, Downie                  | 7,150             |
| 21 tháng 5 năm 1952 | Fall River All-Stars   | N   | 11–1        | Rowley (7), Downie (3), Martin (o.g.)                | 3,102             |
| 25 tháng 5 năm 1952 | Stuttgart              | N   | 5–2         | Byrne, Clempson, Downie/Rowley, Downie/Byrne, Rowley | 5,874             |
| 27 tháng 5 năm 1952 | Chicago All-Stars      | N   | 6–1         | Rowley (3), Downie (2), Aston                        | 3,564             |
| 1 tháng 6 năm 1952  | Atlas                  | N   | 2–0         | Pearson, Byrne (pen.)                                |                   |
| 8 tháng 6 năm 1952  | Atlas                  | N   | 4–3         | Pearson (3), Byrne                                   | 12,000            |
| 12 tháng 6,1952     | Toronto Ulster United  | N   | 4–2         | Clempson, Aston, Downie, Pearson                     | 10,000            |
| 14 tháng 6 năm 1952 | Tottenham Hotspur      | N   | 0–5         |                                                      | 25,321            |
| 15 tháng 6 năm 1952 | Tottenham Hotspur      | N   | 1–7         | Rowley                                               | 24,582            |

## First Division
| Thời gian                 | Đối thủ                 | H/A | Tỷ số Bt-Bb | Cầu thủ ghi bàn                           | Số lượng khán giả |
| ------------------------- | ----------------------- | --- | ----------- | ----------------------------------------- | ----------------- |
| ngày 18 tháng 8 năm 1951  | West Bromwich Albion    | A   | 3–3         | Rowley (3)                                | 27,486            |
| ngày 22 tháng 8 năm 1951  | Middlesbrough           | H   | 4–2         | Rowley (3), Pearson                       | 37,339            |
| ngày 25 tháng 8 năm 1951  | Newcastle United        | H   | 2–1         | Downie, Rowley                            | 51,850            |
| ngày 29 tháng 8 năm 1951  | Middlesbrough           | A   | 4–1         | Pearson (2), Rowley (2)                   | 44,212            |
| ngày 1 tháng 9 năm 1951   | Bolton Wanderers        | A   | 0–1         |                                           | 52,239            |
| ngày 5 tháng 9 năm 1951   | Charlton Athletic       | H   | 3–2         | Rowley (2), Downie                        | 26,773            |
| ngày 8 tháng 9 năm 1951   | Stoke City              | H   | 4–0         | Rowley (3), Pearson                       | 48,660            |
| ngày 12 tháng 9 năm 1951  | Charlton Athletic       | A   | 2–2         | Downie (2)                                | 28,806            |
| ngày 15 tháng 9 năm 1951  | Manchester City         | A   | 2–1         | Berry, McShane                            | 52,571            |
| ngày 22 tháng 9 năm 1951  | Tottenham Hotspur       | A   | 0–2         |                                           | 70,882            |
| ngày 29 tháng 9 năm 1951  | Preston North End       | H   | 1–2         | Aston                                     | 53,454            |
| ngày 6 tháng 10 năm 1951  | Derby County            | H   | 2–1         | Berry, Pearson                            | 39,767            |
| ngày 13 tháng 10 năm 1951 | Aston Villa             | A   | 5–2         | Pearson (2), Rowley (2), Bond             | 47,795            |
| ngày 20 tháng 10 năm 1951 | Sunderland              | H   | 0–1         |                                           | 40,915            |
| ngày 27 tháng 10 năm 1951 | Wolverhampton Wanderers | A   | 2–0         | Pearson, Rowley                           | 46,167            |
| ngày 3 tháng 11 năm 1951  | Huddersfield Town       | H   | 1–1         | Pearson                                   | 25,616            |
| ngày 10 tháng 11 năm 1951 | Chelsea                 | A   | 2–4         | Pearson, Rowley                           | 48,960            |
| ngày 17 tháng 11 năm 1951 | Portsmouth              | H   | 1–3         | Downie                                    | 35,914            |
| ngày 24 tháng 11 năm 1951 | Liverpool               | A   | 0–0         |                                           | 42,378            |
| ngày 1 tháng 12 năm 1951  | Blackpool               | H   | 3–1         | Downie (2), Rowley                        | 34,154            |
| ngày 8 tháng 12 năm 1951  | Arsenal                 | A   | 3–1         | Pearson, Rowley, own goal                 | 55,451            |
| ngày 15 tháng 12 năm 1951 | West Bromwich Albion    | H   | 5–1         | Downie, Pearson, Berry                    | 27,584            |
| ngày 22 tháng 12 năm 1951 | Newcastle United        | A   | 2–2         | Bond, Cockburn                            | 45,414            |
| ngày 25 tháng 12 năm 1951 | Fulham                  | H   | 3–2         | Berry, Bond, Rowley                       | 33,802            |
| ngày 26 tháng 12 năm 1951 | Fulham                  | A   | 3–3         | Bond, Pearson, Rowley                     | 32,671            |
| ngày 29 tháng 12 năm 1951 | Bolton Wanderers        | H   | 1–0         | Pearson                                   | 53,205            |
| ngày 5 tháng 1 năm 1952   | Stoke City              | A   | 0–0         |                                           | 36,389            |
| ngày 19 tháng 1 năm 1952  | Manchester City         | H   | 1–1         | Carey                                     | 54,245            |
| ngày 26 tháng 1 năm 1952  | Tottenham Hotspur       | H   | 2–0         | Pearson, own goal                         | 40,845            |
| ngày 9 tháng 2 năm 1952   | Preston North End       | A   | 2–1         | Aston, Berry                              | 38,792            |
| ngày 16 tháng 2 năm 1952  | Derby County            | A   | 3–0         | Aston, Pearson, Rowley                    | 27,693            |
| ngày 1 tháng 3 năm 1952   | Aston Villa             | H   | 1–1         | Berry                                     | 38,910            |
| ngày 8 tháng 3 năm 1952   | Sunderland              | A   | 2–1         | Cockburn, Rowley                          | 48,078            |
| ngày 15 tháng 3 năm 1952  | Wolverhampton Wanderers | H   | 2–0         | Aston, Clempson                           | 45,109            |
| ngày 22 tháng 3 năm 1952  | Huddersfield Town       | A   | 2–3         | Clempson, Pearson                         | 30,316            |
| ngày 5 tháng 4 năm 1952   | Portsmouth              | A   | 0–1         |                                           | 25,522            |
| ngày 11 tháng 4 năm 1952  | Burnley                 | A   | 1–1         | Byrne                                     | 38,907            |
| ngày 12 tháng 4 năm 1952  | Liverpool               | H   | 4–0         | Byrne (2), Downie, Rowley                 | 42,970            |
| ngày 14 tháng 4 năm 1952  | Burnley                 | H   | 6–1         | Byrne (2), Carey, Downie, Pearson, Rowley | 44,508            |
| ngày 19 tháng 4 năm 1952  | Blackpool               | A   | 2–2         | Byrne, Rowley                             | 29,118            |
| ngày 21 tháng 4 năm 1952  | Chelsea                 | H   | 3–0         | Carey, Pearson, own goal                  | 37,436            |
| ngày 26 tháng 4 năm 1952  | Arsenal                 | H   | 6–1         | Rowley (3), Pearson (2), Byrne            | 53,651            |

| # | Câu lạc bộ        | Tr | T  | H  | B  | Bt | Bb | Hs  | Điểm |
| - | ----------------- | -- | -- | -- | -- | -- | -- | --- | ---- |
| 1 | Manchester United | 42 | 23 | 11 | 8  | 95 | 52 | +43 | 57   |
| 2 | Tottenham Hotspur | 42 | 22 | 9  | 11 | 76 | 51 | +25 | 53   |
| 3 | Arsenal           | 42 | 21 | 11 | 10 | 80 | 61 | +19 | 53   |

## FA Cup
| Thời gian           | Vòng đấu | Đối thủ   | H/A | Tỷ số Bt-Bb | Cầu thủ ghi bàn | Số lượng khán giả |
| ------------------- | -------- | --------- | --- | ----------- | --------------- | ----------------- |
| 12 tháng 1 năm 1952 | Vòng 3   | Hull City | A   | 0–2         |                 | 43,517            |

## Thống kê mùa giải
| Vị trí | Tên                 | Giải đấu | Giải đấu     | Cúp FA  | Cúp FA       | Tổng cộng | Tổng cộng    |
| Vị trí | Tên                 | Số trận  | Số bàn thắng | Số trận | Số bàn thắng | Số trận   | Số bàn thắng |
| ------ | ------------------- | -------- | ------------ | ------- | ------------ | --------- | ------------ |
| GK     | Reg Allen           | 33       | 0            | 1       | 0            | 34        | 0            |
| GK     | Jack Crompton       | 9        | 0            | 0       | 0            | 9         | 0            |
| FB     | Roger Byrne         | 24       | 7            | 1       | 0            | 25        | 7            |
| FB     | Johnny Carey        | 38       | 3            | 1       | 0            | 39        | 3            |
| FB     | Thomas McNulty      | 24       | 0            | 1       | 0            | 25        | 0            |
| FB     | Billy Redman        | 18       | 0            | 0       | 0            | 18        | 0            |
| HB     | Jackie Blanchflower | 1        | 0            | 0       | 0            | 1         | 0            |
| HB     | Allenby Chilton     | 42       | 0            | 1       | 0            | 43        | 0            |
| HB     | Henry Cockburn      | 38       | 2            | 1       | 0            | 39        | 2            |
| HB     | Don Gibson          | 17       | 0            | 0       | 0            | 17        | 0            |
| HB     | Mark Jones          | 3        | 0            | 0       | 0            | 3         | 0            |
| HB     | Billy McGlen        | 2        | 0            | 0       | 0            | 2         | 0            |
| HB     | Jeff Whitefoot      | 3        | 0            | 0       | 0            | 3         | 0            |
| FW     | John Aston          | 18       | 4            | 0       | 0            | 18        | 4            |
| FW     | Johnny Berry        | 36       | 6            | 1       | 0            | 37        | 6            |
| FW     | Brian Birch         | 2        | 0            | 0       | 0            | 2         | 0            |
| FW     | Ernie Bond          | 19       | 4            | 1       | 0            | 20        | 4            |
| FW     | Laurie Cassidy      | 1        | 0            | 0       | 0            | 1         | 0            |
| FW     | Frank Clempson      | 8        | 2            | 0       | 0            | 8         | 2            |
| FW     | John Downie         | 31       | 11           | 1       | 0            | 32        | 11           |
| FW     | Harry McShane       | 12       | 1            | 0       | 0            | 12        | 1            |
| FW     | Stan Pearson        | 41       | 22           | 1       | 0            | 42        | 22           |
| FW     | Jack Rowley         | 40       | 30           | 1       | 0            | 41        | 30           |
| FW     | John Walton         | 2        | 0            | 0       | 0            | 2         | 0            |